# Timo Rautiainen ja Trio Niskalaukaus
Timo Rautiainen ja Trio Niskalaukaus (fin. „Timo Rautiainen und das Genickschuss-Trio“) ist eine finnische Heavy-Metal-Band aus Jyväskylä.

## Bandgeschichte
Die Band wurde 1996 von Timo Rautiainen und dem Bassisten Arto Alaluusua gegründet, die gerade die Doom-Metal-Band Lyijykomppania verlassen hatten. Ein Jahr später nahm die Band mit dem Schlagzeuger Seppo Pohjolainen, den Gitarristen Karri Rämö und Teppo Haapasalo und dem Keyboarder Valtteri Revonkorpi die Demo Hävetkää auf. 1998 verließ Teppo Haapasalo das Trio Niskalaukaus und wurde durch Nils Ursin ersetzt. Später nahm die Band ihr Debütalbum in den Finnvox Studios auf, das Mastering übernahm Mika Jussila, die Aufnahmen leitete Tuomo Valtonen. Lopunajan Merkit erschien am 25. Januar 1999 bei Ranka Recordings. Nach der Veröffentlichung verließen Valtteri Revonkorpi und Arto Alaluusua die Band. Nils Ursin kam als neuer Bassist zur Band, ein neuer Keyboarder wurde nicht gefunden.
Mit dem Album Itku Pitkästä Ilosta gelang im Jahre 2000 erstmals der Sprung in die finnischen Charts. Ein Jahr später veröffentlichte die Band das Album In frostigen Tälern. Als Vorgruppe von HIM spielte die Band erstmals auf deutschen Konzertbühnen. 2002 erschien das dritte Album Rajaportti (dt. Grenztor). Sowohl das Album als auch die drei ausgekoppelten Singles erreichten die Spitzenposition der Charts. Die Band gewann insgesamt drei Emmas, zwei für das Album und einen für das Stück Surupuku. Im November 2002 veröffentlichte Timo Rautiainen ja Trio Niskalaukaus mit Tiernapojat ein Cover eines finnischen Weihnachtslieds. Die Single hielt sich sechs Wochen an der Spitze der finnischen Charts. Am 14. Februar 2003 wurde in Jyväskylä eine Live-DVD aufgenommen. Im Sommer 2003 spielte Timo Rautiainen ja Trio Niskalaukaus auf dem Pellavarock in Lammi und dem Tuska Open Air Metal Festival.
2004 veröffentlichte die Band gleich zwei Studioalben. Zunächst erschien im Frühjahr das finnischsprachige Album Kylmä Tila, welches melodischer und vielseitiger als die früheren Werke ausfiel. Eicca Toppinen von Apocalyptica sowie Tuomas Holopainen und Marco Hietala von Nightwish traten als Gäste auf. Im Juni 2004 spielte die Band einige Konzerte, unter anderem auf dem Provinssirock Festival in Seinäjoki. Im Herbst des gleichen Jahres veröffentlichte die Band das zweite deutschsprachige Album Hartes Land. Die Band kehrte auf deutsche Bühnen zurück, diesmal als Vorgruppe von Nightwish und Sonata Arctica. Im November 2004 veröffentlichte ihre Plattenfirma eine Best-of-Kompilation namens Tilinteon hetki, während die Band eine Pause ankündigte. 2005 war Timo Rautiainen ja Trio Niskalaukaus für den Emma Metal-Album nominiert, musste sich jedoch Teräsbetoni mit Metallitotuus geschlagen geben. Am 1. November 2006 gab die Band ihre Auflösung bekannt. Timo Rautiainen hatte zu dieser Zeit bereits ein Soloalbum veröffentlicht, Seppo Pohjolainen war Sänger bei Seppo Alvari & Mamboo Kings, Nils Ursin konzentrierte sich auf sein Familienleben und spielte in der Progressive-Metal-Band Arched, während Jari Huttunen und Jarkko Petosalmi in der Band Dark Days Ahead spielten.
Im November 2017 erschien „Lauluja Suomesta“ (dt. „Lieder aus Finnland“), das erste Studioalbum der Band, nach deren offizieller Auflösung 2006 und ihr insgesamt fünftes Album in finnischer Sprache.

## Stil

### Musik
Ein besonderes Merkmal der Musik von Timo Rautiainen ja Trio Niskalaukaus ist die Verwendung von drei E-Gitarren, die für „massive Riffwände“ genutzt werden.

### Texte
Die Texte handeln von globalen Problemen wie Radioaktivem Müll und Umweltverschmutzung sowie persönlichen Tragödien wie dem Tod einer Geliebten. Auf Deutsch bedeutet der Bandname so viel wie „Timo Rautiainen und das Genickschuss-Trio“. Die Texte der Band sind auf fünf Alben auf Finnisch verfasst, darüber hinaus hat die Band zwei Alben veröffentlicht, auf denen ausgewählte Lieder mit deutschen Texten zu hören sind. Als Vorlage nahm die Band ausgewählte Songs ihrer anderen Studioalben. Für In frostigen Tälern wurden die Texte Zeile für Zeile von einem Freund übersetzt, so dass das Resultat manchmal unfreiwillig komisch wirkt. Hartes Land enthält ausgewählte Lieder der Alben Rajaportti und Kylmä Tilä. Die Übersetzungen wurden diesmal von einer finnischen Deutschlehrerin vorgenommen.

## Bedeutung
Timo Rautiainen ja Trio Niskalaukaus war eine der kommerziell erfolgreichsten Metalbands in Finnland. Zum Zeitpunkt der Auflösung waren das Album Rajaportti und die Single Tiernapojat mit Platin ausgezeichnet, für die Singles Rajaton Rakkaus, Kuilun Partaalla und Surupuku, die wiederveröffentlichte Demo-EP Hävetkää!, die Live-DVD DVD sowie die Alben Itku Pitkästä Ilosta, Kylmä Tila und Tilinteon Hetki hatte die Band goldene Schallplatten erhalten. Tiernapojat ist gleichzeitig auf Platz 56 der „Best of all Time“-Singles in Finnland, Surupuku ist auf Platz 88. Das Album Rajaportti findet sich auf Platz 57 der „Best of all Time“-Alben. Die finnische Death-Metal-Band Swallow the Sun coverte auf der Single Don’t Fall Asleep (Horror Pt. 2) aus dem Jahr 2007 das Stück Alavilla Mailla zusammen mit Tomi Joutsen, dem Sänger von Amorphis.

## Diskografie
Studioalben

| Jahr | Titel Musiklabel                      | Höchstplatzierung, Gesamtwochen, AuszeichnungChartsChartplatzierungen (Jahr, Titel, Musiklabel, Platzierungen, Wochen, Auszeichnungen, Anmerkungen) | Anmerkungen                                            |
| Jahr | Titel Musiklabel                      | FI | Anmerkungen                                            |
| ---- | ------------------------------------- | --- | ------------------------------------------------------ |
| 1999 | Lopunajan merkit Ranka Recordings     | — | Erstveröffentlichung: 25. Januar 1999                  |
| 2000 | Itku pitkästä ilosta Ranka Recordings | FI22 Gold · (8 Wo.)FI | Erstveröffentlichung: 12. März 2000 Verkäufe: + 20.086 |
| 2002 | Rajaportti Ranka Recordings           | FI1 Platin · (38 Wo.)FI | Erstveröffentlichung: 18. März 2002 Verkäufe: + 54.894 |
| 2004 | Kylmä tilä King Foo Records           | FI1 Gold · (10 Wo.)FI | Erstveröffentlichung: 18. März 2004 Verkäufe: + 26.479 |
| 2017 | Lauluja suomesta Sakara Records       | FI3 (7 Wo.)FI | Erstveröffentlichung: 3. November 2017                 |
| 2020 | Mahdoton yhtälö Sakara Records        | FI3 (3 Wo.)FI | Erstveröffentlichung: 20. März 2020                    |